# Serviciul Maritim Român

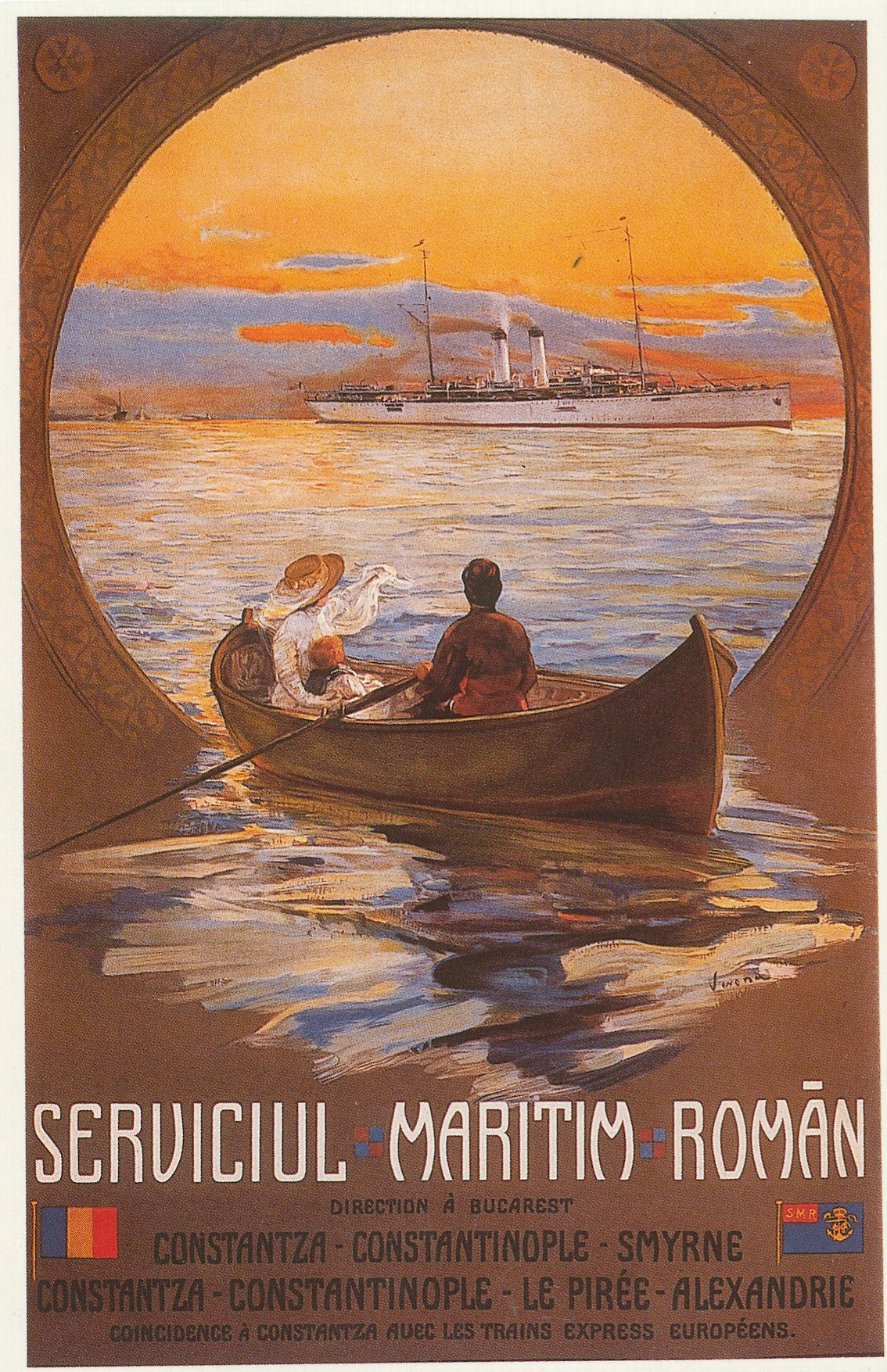
Afiș al SMR cu vaporul „Împăratul Traian”, operă a pictorului Arthur Verona.

Pavilionul companiei în 1916.

Pavilionul poștal al companiei.

Serviciul Maritim Român al cărui sediu era la București, dar ale cărui nave erau bazate la Constanța, a fost o companie de navigație de stat, înființată în anul 1895 pe baza legii din 7 iunie 1888, care deservea rutele maritime Constanța-Istanbul-Izmir-Pireu-Alexandria - Haifa - Beirut, cu vapoare vopsite tradițional în alb, și din acest motiv poreclite „lebedele albe ale Mării Negre”.
A fost făcut cunoscut pe de-o parte prin evocările lui Panait Istrati sau prin cele ale comandorului Nicolae Ionescu-Johnson (Însemnarile unui marinar), iar pe de altă parte în presa vremii prin transportarea unor refugiați cu o parte din navele sale, mulțumită unui grup de filantropi din directoratul companiei, afiliați ai societății Steaua Dunării :
- în 1922 transportarea unor refugiați armeni și greci din Trabzon la Constanța și Pireu (erau încolțiți acolo de armata victorioasă a generalului Mustafa Kemal, de altfel și dânsul bucuros de plecarea lor);
- în 1939 transportarea din Constanța la Alexandria (Egipt) al guvernului, tezaurului și forțelor armate poloneze, care fugeau de cotropirea țării lor de către Germania și URSS: la Alexandria, aceste forțe au integrat armata britanică;
- între 1940 și 1944 transportarea refugiaților evrei de la Constanța la Istanbul, în ciuda primejdiei torpilelor lansate de submarinele sovietice, acțiune cunoscută mai ales prin tragedia navei Struma care, după ce fusese ținută în carantină la Istanbul timp de două luni în 1942 fiindcă Britanicii refuzau să le dea pasagerilor viză de intrare în Palestina, a fost remorcată cu forța înapoi în Marea Neagră, unde o pândea submarinul sovietic SC 213, care a torpilat-o imediat (au murit 767 de oameni, printre care numeroase femei și copii, a supravițuit un singur om, David Stoleru). Mai multe romane și filme au fost realizate pe această temă.

La sfârșitul celui de-al doilea război mondial, după ce URSS confiscă cele 16 vase de linie încă în posesia Serviciului Maritim Român, acesta a fost desființat și înlocuit printr-o întreprindere sovieto-română numită Sovromtransport, căreia sovieticii îi atribuiră două din navele confiscate: pachebotul Transilvania și vaporul mixt Ardeal.

## Nave

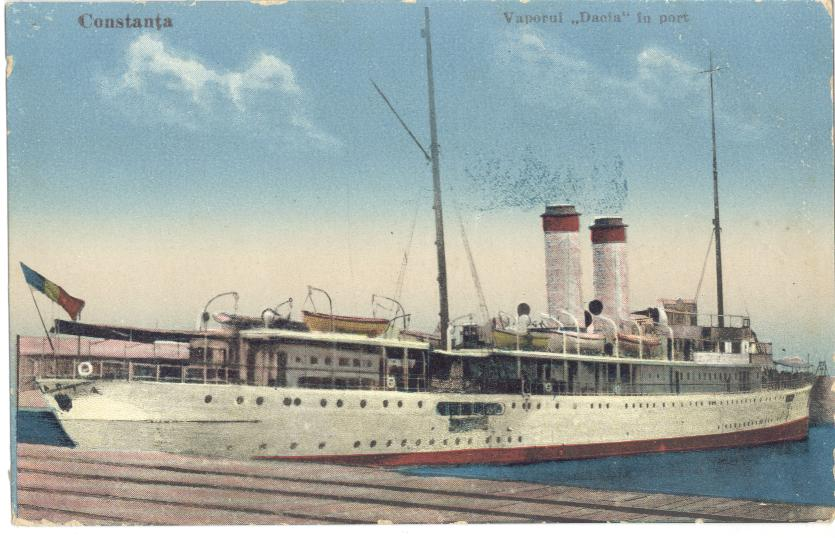
Vaporul Dacia construit în 1908 la Saint-Nazaire (Franța)
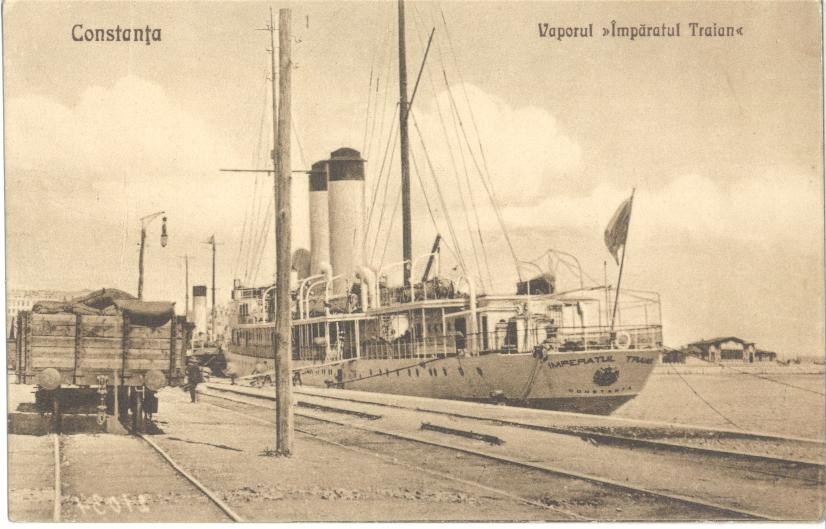
Vaporul Împăratul Traian construit în 1906 la Saint-Nazaire
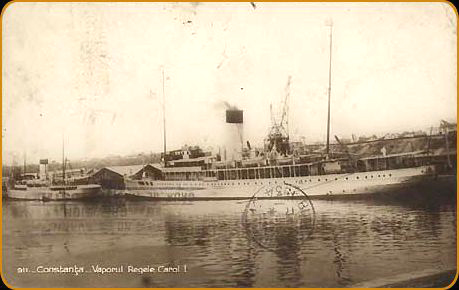
Vaporul Regele Carol I construit în 1898 la Glasgow (Anglia)
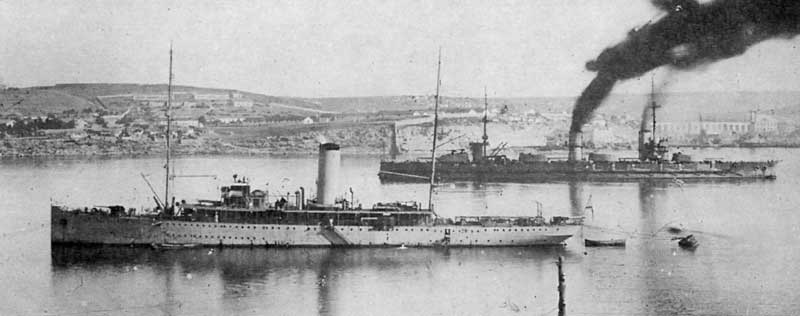
Vaporul România (cel din față) construit în 1906 la St-Nazaire, devenit în 1917 transport de trupe în flota rusească
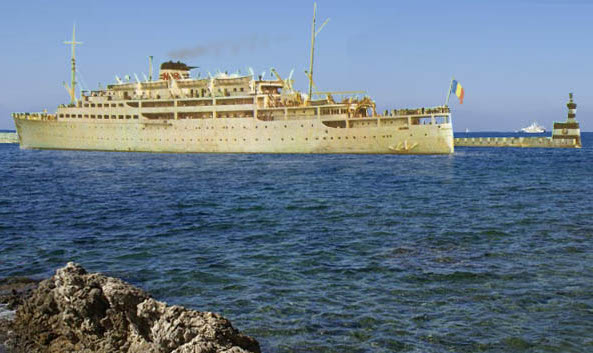
Pachebotul Transilvania la Constanța în 1967, construit în 1938 de șantierul naval „Burnmeister-Wain“ din Copenhaga (Danemarca) împreună cu „nava sa geamănă” Basarabia (confiscată de URSS în 1944 și rebotezată Ukraina)